# Михалюв (Замойский повет)
Михалюв (пол. Michalów) — деревня в Замойском повете Люблинского воеводства Польши. Входит в состав гмины Сулув. Находится примерно в 17 км к западу от центра города Замосць. По данным переписи 2011 года, в деревне проживало 909 человек.
В 1975—1998 годах деревня входила в состав Замойского воеводства.

## Население
Демографическая структура по состоянию на 31 марта 2011 года:
|         | Всего | До трудоспособного возраста | Трудоспособного возраста | Старше трудоспособного возраста |
| ------- | ----- | --------------------------- | ------------------------ | ------------------------------- |
| Мужчины | 456   | 96                          | 321                      | 39                              |
| Женщины | 453   | 86                          | 268                      | 99                              |
| Всего   | 909   | 182                         | 589                      | 138                             |